# Paracheilinus octotaenia
Paracheilinus octotaenia là một loài cá biển thuộc chi Paracheilinus trong họ Cá bàng chài. Loài này được mô tả lần đầu tiên vào năm 1955.

## Từ nguyên
Từ định danh được ghép bởi hai âm tiết trong tiếng Hy Lạp cổ đại: oktṓ (ὀκτώ; “tám”) và tainía (ταινία; "ruy băng"), hàm ý đề cập đến 8 sọc ngang màu xanh lam óng trên cơ thể con đực của loài cá này (cá cái có 4–5 sọc).

## Phân bố và môi trường sống
P. octotaenia ban đầu được ghi nhận tại của Biển Đỏ, và cũng là loài Paracheilinus duy nhất xuất hiện tại đây. Tuy nhiên, các mẫu vật được biết đến của P. octotaenia đều thu thập từ khoảng nửa phía bắc trở lên vịnh Aqaba, độ sâu khoảng 15–43 m.
P. octotaenia cũng đã được ghi nhận ở quần đảo Socotra (Yemen).

## Mô tả
Chiều dài chuẩn lớn nhất được ghi nhận ở P. octotaenia là 9 cm, và cũng là loài đạt chiều dài lớn nhất trong chi Paracheilinus.
Cá đực màu hồng tím, vàng hơn ở trên đầu và thân trước với 8 sọc màu xanh óng dọc theo hai bên lườn. Vây lưng, vây hậu môn và vây đuôi có màu đỏ tươi, bo tròn, là đặc điểm giúp phân biệt với các đồng loại. Vây bụng màu vàng cam. Vây đuôi và vây lưng của cá cái cũng bo tròn như cá đực.
Số gai vây lưng: 9; Số tia vây lưng: 11; Số gai vây hậu môn: 3; Số tia vây hậu môn: 9; Số gai vây bụng: 1; Số tia vây bụng: 5.